# Meilie
Meilie (chinesisch 梅列区, Pinyin Méiliè Qū) ist ein Stadtbezirk der bezirksfreien Stadt Sanming in der chinesischen Provinz Fujian. Meilie ist das Stadtzentrum und der Sitz der Stadtregierung von Sanming. Der Stadtbezirk liegt im Hinterland der Provinz an der Eisenbahnlinie nach Xiamen (Entfernung: 334 Kilometer) am Mittellauf des Shaxi.
Meilie hat eine Fläche von 351 km² und 220.115 Einwohner (Stand: 2020). Der Stadtbezirk hat ein Bruttoinlandsprodukt von 6,4 Milliarden Renminbi. Das BIP pro Kopf betrug 23.027 Renminbi und liegt erheblich über dem Durchschnitt der Provinz Fujian.
Meilie ist ein wichtiger Schwerindustriestandort. Die hier angesiedelte Eisen- und Stahlfabrik Sanming ist mit mehr als 12.000 Mitarbeitern das größte Unternehmen Fujians. Daneben gibt es Elektro-, Maschinenbau-, Chemie-, Textil-, Baustoff-, Elektronik- und andere Betriebe.

## Administrative Gliederung
Auf Gemeindeebene setzt sich Meilie aus drei Straßenvierteln und zwei Großgemeinden zusammen. Diese sind:
- Straßenviertel Liedong (列东街道);
- Straßenviertel Liexi (列西街道);
- Straßenviertel Xubi (徐碧街道);
- Großgemeinde Chenda (陈大镇);
- Großgemeinde Yangxi (洋溪镇).